# Констанцин-Езёрна (город)
Констанцин-Езёрна (пол. Konstancin-Jeziorna) — город в Польше, входит в Мазовецкое воеводство, Пясечинский повят. 

## Общие сведения
Занимает площадь 17,1 км². Население 23 694 человек (на 2006 год). По данным Варшавского статистического управления на 31 декабря 2021 года, в городе проживало 17 032 жителя.
Расположен на стыке Варшавской равнины и долины Центральной Вислы, на реке Езёрке и ее притоке Мале. С юга и востока окружён Хойновско-Сломчинским лесным комплексом, на севере соприкасается с Кабацким лесом.
С запада город граничит с гминой Пясечно, с севера с Белавой, а к востоку от города расположены районы, граничащие с рекой Висла.
Констанцин-Езёрна был основан в 1969 году в результате слияния городов Сколимув-Констанцин и Езёрна, к которым также присоединили несколько деревень. 
Город имеет выдающуюся курортную ценность благодаря месторождениям лечебных вод и характерному микроклимату, связанному с окружающими комплексами сосновых лесов.
Городом управляют мэр и городской совет из 21 человека, избираемых на 5 лет (четыре года до 2018 г.)
Деревня Езёрна впервые упоминается в 1410 году. Официальная дата основания города Констанцин - 1897 год.

## Города-побратимы
- Сен-Жермен-ан-Ле, Франция
- Пизонье, Италия
- Лейдсендам-Ворбюрг, Нидерланды
- Границе, Чехия
- Кременец, Украина
- Науйойи-Вильня, Литва
- Денцлинген, Германия

## Известные уроженцы и жители
- Константин Гашинский (1809—1866) — польский поэт, прозаик, публицист и переводчик.
- Ирена Сольская — польская артистка театра и кино, театральный режиссёр.
- Мария Модзелевская (1903–1997) – польская актриса театра и кино.

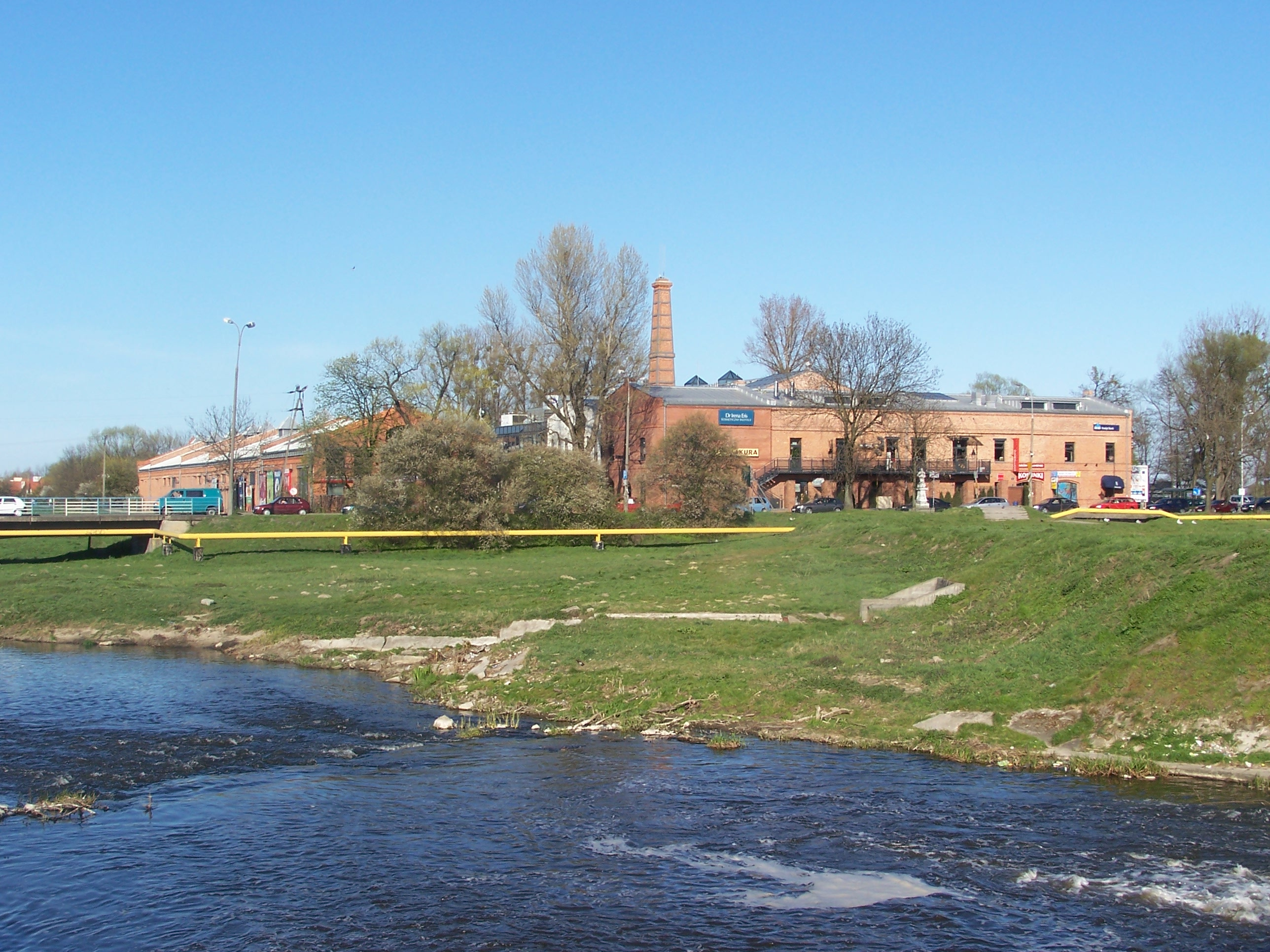
Констанцин-Езёрна

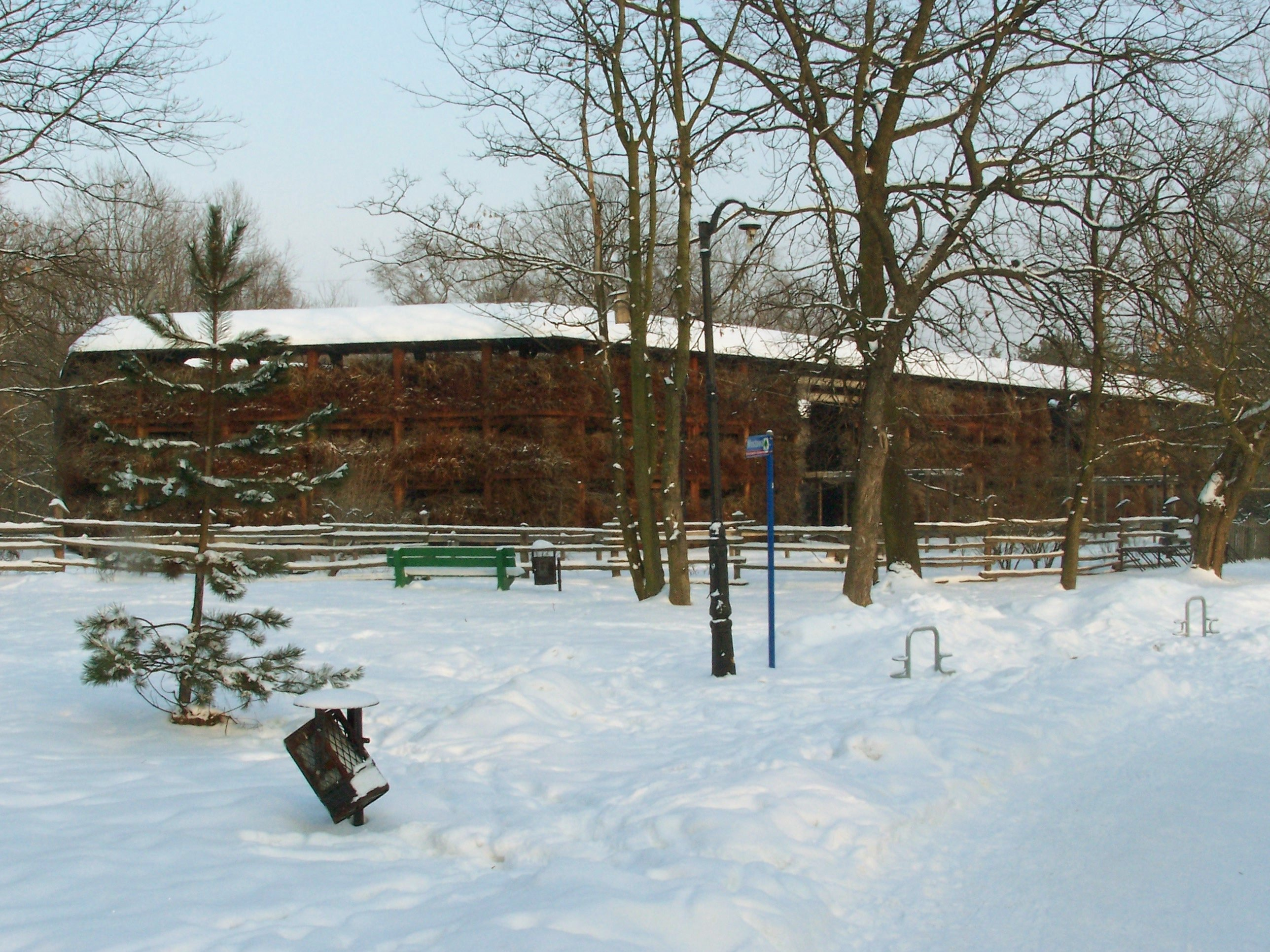
Констанцин-Езёрна